# Vojtěch Kubista
Vojtěch Kubista (Jablonec nad Nisou, 19 marzo 1993) è un calciatore ceco, difensore dello Spartak Trnava.

## Caratteristiche tecniche
Interno di centrocampo, può essere schierato come mediano o come difensore centrale.

## Carriera

### Club
Ha giocato nella prima divisione ceca.

### Nazionale
Ha giocato nelle nazionali giovanili ceche Under-20 ed Under-21.